# Ki no Tomonori

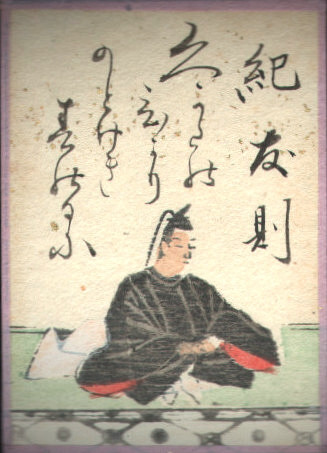
Ki no Tomonori a Hjakunin issú egyik kiadásából

Ki no Tomonori (japánul: 紀友則, Hepburn-átírással: Ki no Tomonori) (?, 850 körül – ?, 906 és 915 között) japán költő.
Ki no Curajuki unokaöccse volt. A klasszikus japán költészet „harminchat géniusza” (szandzsúrokkaszen) között tartották számon érzelmes hangvételű, kiforrott verselési technikáról és egyedi formakultúráról valló költeményeiért. Nagybátyja mellett részt vett a Kokinsú (’Régi és modern idők gyűjteménye’, 905 vagy 914) című versantológia összeállításában. A Kokinsú mellett a Goszensú és a Súisú című antológiákban is fennmaradtak versei, emellett önálló gyűjteményes műve is jelent meg 907-ben Tomonori-sú (’Tomonori költeményei’) címen.
Egyik költeménye (melynek a fordító, Kosztolányi Dezső a „Cseresznyefa” címet adta):
Virágzott a cseresznyefa,

hollófekete volt hajam,

táncoltam gondtalan.

Virágzott a cseresznyefa,

de a hajam már szürke lett,

csak a virágok fénylenek.

Virágzik a cseresznyefa,

ma is, amíg a szem elér,

és a hajam fehér.
     